# 米納斯吉拉斯科技教育聯邦中心

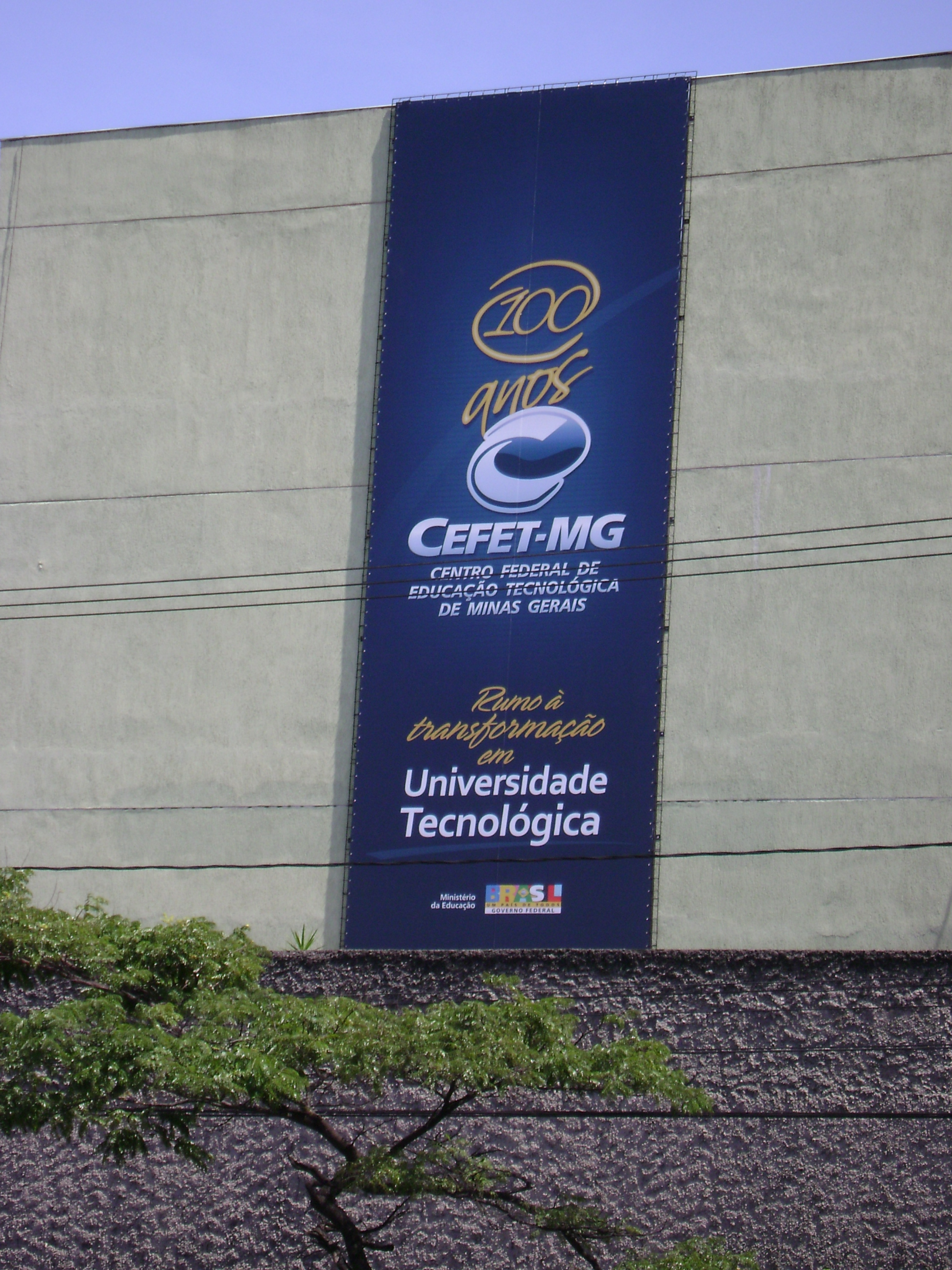
學院的100年紀念，並宣布即將轉為科技聯邦大學

米納斯吉拉斯科技教育聯邦中心（葡萄牙語：Centro Federal de Educação Tecnológica de Minas Gerais） ，簡稱CEFET-MG，是一所位於巴西米納斯吉拉斯的教育中心。現時大約有15,000名學生、600名教授及400名教職員，學院提供教育與研究及社區支援，以協助中學及高等教育。
學院分為多個部份。